# Dysphorus torquatus
Dysphorus torquatus is een eenoogkreeftjessoort uit de familie van de Lernaeidae. De wetenschappelijke naam van de soort is voor het eerst geldig gepubliceerd in 1924 door Kurtz.